# Tyreek Hill
Tyreek Hill (Pearson, Georgia; 1 de marzo de 1994) es un jugador profesional estadounidense de fútbol americano que juega en la posición de wide receiver y actualmente milita en los Miami Dolphins de la National Football League (NFL). Jugó al fútbol americano universitario en West Alabama y fue seleccionado por los Chiefs en la quinta ronda del Draft de la NFL de 2016.

## Biografía
Hill asistió a la Coffee High School en Georgia, donde tuvo éxito en varias competiciones de atletismo, especialmente en las disciplinas de 100 metros y 200 metros planos.

## Carrera

### Universidad
Hill asistió inicialmente al Garden City Community College, donde corrió pista y jugó fútbol americano. Como estudiante de segundo año en 2013, corrió para 659 yardas terrestres y cinco touchdowns mientras atrapó 67 pases para 532 yardas con el equipo de los Broncbusters.
Al salir de Garden City, fue un recluta de la universidad muy solicitado y eligió asistir a la Universidad Estatal de Oklahoma. Debutó con el equipo de los Cowboys el 30 de agosto de 2014, y en su única temporada registró 534 yardas terrestres y un touchdown, 31 recepciones para 381 yardas y un touchdown, 30 regresos de patadas para 740 yardas y dos touchdowns, y 27 devoluciones de despeje para 256 yardas y un touchdown.
El 11 de diciembre de 2014, fue expulsado de los equipos de fútbol y atletismo de Oklahoma debido a su arresto por violencia doméstica unos días antes.
El 1 de septiembre de 2015, la Universidad de West Alabama anunció que Hill se inscribió y jugaría fútbol para los Tigers. Con el equipo, Hill jugó de manera muy uniforme como running back (25 acarreos para 237 yardas y un touchdown), wide receiver (27 recepciones para 444 yardas y un touchdown), regresador de patadas (20 devoluciones con un promedio de 10.7 yardas con dos touchdowns) y regresador de despejes (también 20 devoluciones con un promedio de 23.0 yardas con dos touchdowns). 

### NFL

#### Kansas City Chiefs
Hill fue seleccionado en la quinta ronda (165º en general) por los Kansas City Chiefs en el Draft de la NFL de 2016. El 17 de mayo de 2016, los Chiefs firmaron a Hill con un contrato de cuatro años y $2.58 millones que incluía $100,000 garantizados y un bono por firmar de $70,000.
Hill participó en los 16 juegos del 2016 y terminó su temporada de novato con 61 recepciones para 593 yardas recibiendo y seis touchdowns, 24 acarreos para 267 yardas y tres touchdowns, 14 devoluciones de patadas para un total de 384 yardas y un touchdown, y 39 devoluciones de despeje para 592 yardas y dos touchdowns. Fue nombrado para el Pro Bowl como especialista en devoluciones, y el 6 de enero de 2017 fue nombrado al primer equipo All-Pro como devolvedor de despejes.
En 2017, Hill terminó su segunda temporada profesional con 75 recepciones para 1,183 yardas y siete touchdowns. Además, tuvo 25 devoluciones de despeje para 204 yardas y un touchdown. Los Chiefs terminaron la temporada 2017 en la cima de la AFC Oeste con un récord de 10-6 y llegaron a la postemporada. En la estrecha derrota por 22-21 ante los Tennessee Titans en la Ronda de Comodines, Hill terminó con siete recepciones para 87 yardas y una carrera de 14 yardas. Fue seleccionado para su segundo Pro Bowl consecutivo como especialista en devoluciones de la AFC.
En 2018, Hill terminó la temporada con un récord personal de 87 recepciones para 1,479 yardas y 12 touchdowns. Terminó segundo en el equipo en recepciones detrás de Travis Kelce y lideró al equipo en yardas recibidas y touchdowns. Fue nombrado para su tercer Pro Bowl consecutivo y fue nombrado All-Pro del primer equipo en la posición flex y All-Pro del segundo equipo como receptor abierto. En la Ronda Divisional contra los Indianapolis Colts, tuvo ocho recepciones para 72 yardas y un touchdown terrestre de 36 yardas en la victoria 31-13. En el Juego de Campeonato de la AFC, tuvo una sola recepción para 42 yardas en la derrota 37-31 en tiempo extra ante los New England Patriots.
El 6 de septiembre de 2019, Hill firmó una extensión de $54 millones por tres años con los Chiefs. Hill terminó la temporada 2019 con 58 recepciones para 860 yardas y siete touchdowns en recepción, perdiéndose cuatro juegos debido a una lesión en un hombro.
Los Chiefs terminaron con un récord de 12–4, ganaron la AFC Oeste y obtuvieron un descanso en la primera ronda. En la Ronda Divisional contra los Houston Texans, Hill tuvo tres recepciones para 41 yardas en la victoria 51-31. En el Juego de Campeonato de la AFC contra los Titans, atrapó cinco pases para 67 yardas y dos touchdowns durante la victoria 35-24. Dos semanas después, en el Super Bowl LIV contra los San Francisco 49ers, Hill atrapó nueve pases para 105 yardas, incluida una atrapada de 44 yardas que provocó el regreso de los Chiefs camino a la victoria 31-20.
En 2020, Hill fue convocado a su quinto Pro Bowl consecutivo y al primer equipo All-Pro por tercera vez en su carrera. En la Semana 12 contra los Tampa Bay Buccaneers, terminó el juego con 13 recepciones para 269 yardas y tres touchdowns durante la victoria 27-24. Se convirtió en el primer jugador desde Lee Evans en 2006 en registrar al menos 200 yardas recibidas en un solo cuarto. Hill fue nombrado Jugador Ofensivo de la Semana de la AFC por su actuación en la Semana 12. En total registró 87 recepciones para 1,276 yardas y una marca personal de 15 touchdowns.
En 2021, Hill terminó la temporada con 111 recepciones para 1,239 yardas recibidas y nueve touchdowns. En el juego de la Semana 17 de los Chiefs contra los Cincinnati Bengals, rompió el récord de la franquicia de los Chiefs de recepciones en una temporada, que fue roto el año anterior por su compañero de equipo Travis Kelce.

#### Miami Dolphins
El 23 de marzo de 2022, los Chiefs cambiaron a Hill a los Miami Dolphins a cambio de una selección de primera ronda de 2022 previamente adquirida de los San Francisco 49ers, una selección de segunda ronda de 2022, dos selecciones de cuarta ronda y una selección de sexta ronda de 2023.Junto con el canje, Hill firmó una extensión de contrato por cuatro años y $120 millones, incluidos $72,2 millones garantizados, convirtiéndolo en el receptor abierto mejor pagado de la NFL.

## Estadísticas
| Negrita | Máximo de carrera      |
|         | Ganador del Super Bowl |

### Temporada regular
| Año   | Equipo | Partidos | Partidos | Recepción | Recepción | Recepción | Recepción | Recepción | Carrera | Carrera | Carrera | Carrera | Carrera | Retorno | Retorno | Retorno | Retorno | Retorno | Fumbles | Fumbles |
| Año   | Equipo | PJ       | PT       | Rec       | Yds       | Avg       | Lng       | TD        | Att     | Yds     | Avg     | Lng     | TD      | Ret     | Yds     | Avg     | Lng     | TD      | Fum     | Lost    |
| ----- | ------ | -------- | -------- | --------- | --------- | --------- | --------- | --------- | ------- | ------- | ------- | ------- | ------- | ------- | ------- | ------- | ------- | ------- | ------- | ------- |
| 2016  | KC     | 16       | 1        | 61        | 593       | 9.7       | 49        | 6         | 24      | 267     | 11.1    | 70T     | 3       | 53      | 976     | 18.4    | 95T     | 3       | 4       | 1       |
| 2017  | KC     | 15       | 13       | 75        | 1,183     | 15.8      | 79T       | 7         | 17      | 59      | 3.5     | 16      | 0       | 25      | 204     | 8.2     | 82T     | 1       | 2       | 0       |
| 2018  | KC     | 16       | 16       | 87        | 1,479     | 17.0      | 75T       | 12        | 22      | 151     | 6.8     | 33      | 1       | 20      | 213     | 10.7    | 91T     | 1       | 0       | 0       |
| 2019  | KC     | 12       | 12       | 58        | 860       | 14.8      | 57T       | 7         | 8       | 23      | 2.9     | 5       | 0       | 1       | 0       | 0.0     | 0       | 0       | 0       | 0       |
| 2020  | KC     | 15       | 15       | 87        | 1,276     | 14.7      | 75T       | 15        | 13      | 123     | 9.5     | 32T     | 2       | 1       | 0       | 0.0     | 0       | 0       | 1       | 0       |
| 2021  | KC     | 17       | 16       | 111       | 1,239     | 11.2      | 75T       | 9         | 9       | 96      | 10.7    | 33      | 0       | 0       | 0       | 0.0     | 0       | 0       | 2       | 1       |
| Total | Total  | 91       | 73       | 479       | 6,630     | 13.8      | 79T       | 56        | 93      | 719     | 7.7     | 70T     | 6       | 100     | 1,393   | 13.9    | 95T     | 5       | 9       | 2       |

### Playoffs
| Año   | Equipo | Partidos | Partidos | Recepción | Recepción | Recepción | Recepción | Recepción | Carrera | Carrera | Carrera | Carrera | Carrera | Retorno | Retorno | Retorno | Retorno | Retorno | Fumbles | Fumbles |
| Año   | Equipo | PJ       | PT       | Rec       | Yds       | Avg       | Lng       | TD        | Att     | Yds     | Avg     | Lng     | TD      | Ret     | Yds     | Avg     | Lng     | TD      | Fum     | Lost    |
| ----- | ------ | -------- | -------- | --------- | --------- | --------- | --------- | --------- | ------- | ------- | ------- | ------- | ------- | ------- | ------- | ------- | ------- | ------- | ------- | ------- |
| 2016  | KC     | 1        | 0        | 4         | 27        | 6.8       | 9         | 0         | 3       | 18      | 6.0     | 8       | 0       | 4       | 72      | 18.0    | 21      | 0       | 0       | 0       |
| 2017  | KC     | 1        | 1        | 7         | 87        | 12.4      | 45        | 0         | 1       | 14      | 14.0    | 14      | 0       | 3       | 25      | 8.3     | 17      | 0       | 0       | 0       |
| 2018  | KC     | 2        | 2        | 9         | 114       | 12.7      | 42        | 0         | 1       | 36      | 36.0    | 36T     | 1       | 6       | -5      | -0.8    | 4       | 0       | 1       | 0       |
| 2019  | KC     | 3        | 3        | 17        | 213       | 12.5      | 44        | 2         | 2       | 11      | 5.5     | 7       | 0       | 2       | 19      | 9.5     | 19      | 0       | 1       | 1       |
| 2020  | KC     | 3        | 3        | 24        | 355       | 14.8      | 71        | 0         | 4       | 14      | 3.5     | 5       | 0       | 1       | 0       | 0.0     | 0       | 0       | 0       | 0       |
| 2021  | KC     | 3        | 3        | 23        | 285       | 12.9      | 64        | 3         | 1       | -2      | -2.0    | 0       | 0       | 2       | 37      | 18.5    | 45      | 0       | 0       | 0       |
| Total | Total  | 13       | 12       | 84        | 1,081     | 13.0      | 71        | 5         | 12      | 91      | 7.6     | 36T     | 1       | 18      | 148     | 6.9     | 45      | 0       | 2       | 1       |

## Vida personal
Los registros policiales de Stillwater, Oklahoma, indican que el 12 de diciembre de 2014, Hill fue arrestado por denuncias de agresión a su novia embarazada de 20 años, Crystal Espinal. El informe policial dice que los dos discutieron y él la tiró "como una muñeca de trapo", la golpeó en la cara, se sentó encima de ella, la golpeó repetidamente en el estómago y la estranguló. La universidad estatal de Oklahoma lo destituyó del equipo de fútbol después de los cargos.
Hill finalmente se declaró culpable de agresión doméstica y agresión por estrangulamiento y fue sentenciado a tres años de libertad condicional, un curso de manejo de la ira, un programa de agresores de un año, y se le requirió que se sometiera a una evaluación de abuso doméstico, una sentencia en la que Espinal fue consultada y con la que dijo se sentía cómoda. Espinal finalmente dio a luz a un niño.
En septiembre de 2018, Hill y Crystal Espinal se comprometieron.
Hill actualmente reside en Southwest Ranches, Florida, donde compró una mansión por 6,9 millones de dólares después de ser traspasado a los Miami Dolphins. El 3 de enero de 2024 se produjo un incendio en la habitación de invitados de su mansión. Los investigadores no sospecharon nada ilícito, pero más tarde se reveló que un niño que estaba de visita, sin saberlo, activó un encendedor, lo que inició el incendio. Se informó que solo una habitación de la zona de invitados resultó dañada dentro de la mansión.
El 8 de septiembre fue arrestado debido a una infracción vehicular.